# Непеин, Алексей Васильевич
Алексей Васильевич Непеин — советский хозяйственный, государственный и политический деятель.

## Биография
Родился в 1930 году в деревне Копоргино. Член КПСС.
С 1949 года — на хозяйственной, общественной и политической работе. В 1949—1987 гг. — комсомольский, советский и партийный работник в Коми АССР, первый секретарь Сыктывкарского горкома КПСС, председатель Коми областного Совета профсоюзов.
Делегат XXIII и XXV съездов КПСС.
Заслуженный работник народного хозяйства Коми АССР.
Умер в Сыктывкаре в 1987 году.
Почетный гражданин города Сыктывкара (2012).